# Reflazione
La reflazione è l'atto di stimolare l'economia, aumentando l'offerta di moneta o riducendo le tasse, cercando di portare l'economia (in particolare livello dei prezzi) indietro fino alla tendenza a lungo termine, a seguito di una caduta nel ciclo economico. È l'opposto di disinflazione, che cerca di riportare l'economia verso il basso per la tendenza a lungo termine.
La reflazione, che può essere considerata una forma di inflazione (aumento del livello dei prezzi), è contrastata dall'inflazione (in senso stretto) in quanto l'inflazione "cattiva" è quell'inflazione al di sopra della linea di tendenza a lungo termine, mentre la reflazione è una ripresa del prezzo livello quando è sceso al di sotto della linea di tendenza. Ad esempio, se l'inflazione avesse funzionato a un tasso del 3%, ma per un anno scendesse allo 0%, l'anno successivo avrebbe bisogno dell'inflazione del 6% (in realtà il 6,09% a causa del compounding) per recuperare la tendenza a lungo termine. Questa inflazione superiore al normale è considerata reflazione, poiché si tratta di un ritorno alla tendenza, non superiore alla tendenza a lungo termine.
Questa distinzione si basa su una teoria della crescita economica in cui vi è una crescita a lungo termine nell'economia e nel livello dei prezzi, che è ampiamente accettata in economia. Proprio come la disinflazione è considerata un antidoto accettabile per l'inflazione elevata, la reflazione è considerata un antidoto alla deflazione (che, a differenza dell'inflazione, è considerata negativa indipendentemente dalla sua grandezza).

## Politica
Può fare riferimento a una politica economica in base alla quale un governo utilizza stimoli fiscali o monetari per espandere la produzione di un paese. Ciò può essere conseguito con metodi che includono la riduzione delle imposte, la modifica dell'offerta di moneta o persino l'adeguamento dei tassi di interesse.
Inizialmente era usata per descrivere un recupero del prezzo a un livello desiderabile precedente dopo una caduta causata da una recessione. Oggi descrive anche (oltre a quanto sopra) la prima fase della ripresa di un'economia che sta cominciando a subire un aumento dei prezzi alla fine di una crisi. Con l'aumento dei prezzi, anche l'occupazione, la produzione e il reddito aumentano fino a quando l'economia raggiunge il livello di piena occupazione.